# 新昌郡 (隋朝)
新昌郡，中国隋朝时设置的郡。
西魏置临河郡，属灵州。隋文帝开皇元年（581年）改临河郡为新昌郡，新昌郡下辖临河县，辖境相当今宁夏回族自治区永宁县北或平罗县北。开皇三年（583年）隋朝废除新昌郡，新昌郡、临河县并入灵州回乐县（今宁夏回族自治区灵武市西南）。